# Башуцький Олександр Павлович
Башу́цький Олександр Павлович (рос. Башуцкий Александр Павлович; *11 квітня 1805, Санкт-Петербург — †18 березня 1876, Санкт-Петербург) — російський письменник і видавець. По іншим даним (*11.04(30.03).1803 – †07.04 (26.03).1876) – військовик, журналіст, видавець, історик.
Народився в Санкт-Петербурзі в родині дворянина з Чернігівської губернії Павла Башуцького, петербургського коменданта. Навчався в Пажеському корпусі в 1811 – 1822 роках. Військову службу почав прапорщиком лейб-гвардії Ізмайловського полку. Від 1824 року – ад'ютант петербургського генерал-губернатора Михайла Милорадовича, якого супроводжував по Сенатській площі 26(14) грудня 1825 року, коли того смертельно поранив декабрист Петро Каховський. В 1849 році записав свої спогади про цей день (опубліковано Вільною російською друкарнею з 1860 року та в "Историческом вестнике" за 1908 рік). Від 1833 року – на цивільній службі, з 1836 року – камергер, з 1849 року – дійсний статський радник.
Автор розвідки «Панорама Санкт-Петербурга» (ч. 1–3. СПб., 1834), статей у газетах «Северная пчела», «Санкт-Петербургские ведомости», журналах «Отечественные записки», «Сын Отечества» та інших. Ініціатор і укладач альманаху «Наши, списанные с натуры русскими», поширеного в 14 випусках за 1841 – 1942 роки (серед запрошених ним до праці – Григорій Квітка-Основ'яненко, на племінниці якого Марії він був одружений; Основ'яненко, в свою чергу, залучив Тараса Шевченка – як художника-ілюстратора). Шевченко ілюстрував для альманаху нарис Григорія-Квітки-Основ'яненка «Знахар».
Протягом 1830-х років видав низку часописів із цінними матеріалами, в тому числі: «Журнал общеполезных сведений» (1835 – 1839 роки) й «Листок промышленности, ремесел, искусств и фабрик» (1838 – 1839 роки). В 1840 році з присвятою Григорію Основ'яненку випустив «Очерки из портфеля ученика натурного класса. Тетрадь первая: Мещанин». Написав передмову до «Театрального альбому» (1842 – 1843 роки). Власний твір «Самоотверженные» вмістив в альманасі «Молодик» в 1844 році. Редагував тижневик «Иллюстрация» (1847 – 1849 роки).
Наприкінці 1849 року отримав відставку через зведений на нього наклеп, пішов послушником до монастиря (деякий час перебував у Києво-Печерській лаврі). В 1854 році повернувся «в мир», зайнявся місіонерською діяльністю, благочинністю, збиранням коштів на церковні заходи, малював образи. Виступав у газеті «Домашняя беседа для народного чтения» Віктора Аскоченського. На схилі віку захопився гомеопатією, безкорисливо лікував нужденних.